# Чертижње
Чертижње (слч. Čertižné) насељено је мјесто са административним статусом сеоске општине (слч. obec) у округу Медзилаборце, у Прешовском крају, Словачка Република.

## Становништво
| Година:    | 1994. | 2004.    | 2014.    | 2024.    |
| ---------- | ----- | -------- | -------- | -------- |
| Број људи: | 484   | 408      | 346      | 304      |
| Разлика:   |       | -15,70 % | -15,19 % | -12,13 % |

| Година:    | 2023. | 2024. |
| ---------- | ----- | ----- |
| Број људи: | 304   | 304   |
| Разлика:   |       | +0 %  |

Према подацима о броју становника из 2024. године насеље је имало 304 становника.